# Доктор Тырса
«Доктор Тырса» — российский телесериал 2010 года, медицинская драма. Главные герои — врачи отделения спортивной и балетной травмы во главе с заведующим, доктором Геннадием Викторовичем Тырсой.

## Сюжет
Предыстория событий показана в первой серии. Приблизительно за 3 года до начала действия по инициативе Олимпийского комитета РФ в одной из московских клиник (на вывеске отделения указана Городская клиническая больница № 75) при кафедре спортивной медицины создано элитное «Отделение спортивной и балетной травмы», специализирующееся, несмотря на такое, казалось бы, «узкое» название, на комплексном лечении высококлассных спортсменов и артистов балета. Отделение финансируется за счёт комитета, обеспечивается самым современным оборудованием, его сотрудникам платится высокая зарплата, они же должны как можно быстрее и эффективнее возвращать в строй спортсменов и артистов, выступления которых приносят стране рекорды, медали, престижные премии. Заведовать отделением приглашается кандидат медицинских наук Г. В. Тырса — выдающийся хирург-травматолог, отличный диагност, поставивший на ноги множество травмированных спортсменов. Он возглавляет новое отделение и собирает команду врачей, в которую, помимо него самого, входят генетик Леонид Грушин, доктор медицинских наук Фёдор Августович Граубе, крупнейший специалист по лабораторно-аналитическим методам диагностики, Анна Колесникова, специалист по инструментальной диагностике, и начинающий медик, массажист Филипп Шумилов.
Каждая серия сериала посвящена какому-то одному конкретному случаю лечения внезапного заболевания или травмы спортсмена или артиста (спортивная тематика превалирует, артисты в качестве пациентов фигурируют только в двух сериях). Параллельно с решением медицинских вопросов показана личная и семейная жизнь героев сериала, развитие их отношений с близкими и друг с другом.
«Красной нитью» через весь сериал проходит тема вреда, который наносит спорт высших достижений, ориентируя и спортсменов, и тренеров, и спортивных чиновников на получение рекордов и медалей любой ценой, а также, более узко, тема допинга. Спортсмены сами, при поддержке и одобрении тренеров, игнорируют опасные симптомы, тянут до последнего с обращением к врачам, принимают опасные для здоровья препараты, при этом даже перед лицом реальной перспективы умереть продолжают выкручиваться, обманывать врачей и манкировать выполнением их предписаний.

## Персонажи
Геннадий Викторович Тырса — Михаил Пореченков
40 лет, врач-травматолог, хирург, широко известный как лучший специалист по лечению спортивных травм. Основная специализация — тяжёлые повреждения опорно-двигательного аппарата. Настоящий врач, заботящийся прежде всего о благополучии пациента. Атеист, он не верит ни в какие «высшие силы», в меру циничен, считает, что «спортсмены — как дети» — постоянно лгут, прячут симптомы, игнорируют медицинские противопоказания и употребляют допинг, поэтому при необходимости не останавливается перед тем, чтобы, в свою очередь, обмануть пациента, если это нужно для его блага. В профессиональной сфере известен как авантюрист: берётся делать операции, на которые ни один другой хирург не решается, считая слишком вероятным неблагоприятный исход. При этом, как правило, достигает успеха. Блестящий диагност, обладает широчайшей медицинской эрудицией и способностью комплексно анализировать массу совершенно разнородных симптомов и косвенных признаков. Приближаясь к моменту интуитивного озарения, непроизвольно начинает насвистывать «В пещере горного короля» Грига (все его коллеги прекрасно знают эту мелодию, Грушин уже не может слышать Грига, даже по радио, а нетерпеливый Граубе, услышав знакомый свист Тырсы, сразу же спрашивает: «Ну, что на этот раз?»). Один из его любимых диагностических приёмов — надолго оставить пациента в своём кабинете одного, выйти в соседний и наблюдать за пациентом через односторонне-прозрачное зеркало.
Семь лет назад он встретил Наталью, которая стала его гражданской женой, но через три года совместной жизни они, оба будучи пьяными, попали в аварию на мотоцикле; Наталья сильно пострадала и впала в кому на четыре года. Пользуясь служебным положением, Тырса содержит Наталью в палате интенсивной терапии у себя в отделении, постоянно заботится о ней. Выход Натальи из комы даёт Тырсе надежду на семейное счастье, но вскоре она неожиданно умирает, повергая его в глубочайшую депрессию.
Тырса курит, злоупотребляет алкоголем, любит водку и пиво, но не любит коньяк. Его ближайший друг — генетик и гинеколог Лёня Грушин. На протяжении всего сериала идёт процесс эволюции непростых отношений Тырсы с заведующей патологоанатомическим отделением Женей Зайцевой.
Леонид Петрович Грушин — Михаил Трухин
40 лет. Врач-генетик и гинеколог, кандидат наук, сотрудник кафедры акушерства и гинекологии в той же больнице, в отделении спортивной травмы работает на полставки. Отличный специалист по наследственным заболеваниям. Ближайший друг Тырсы, не только постоянный компаньон для процедур снятия стресса («По чашечке кофе – это неудачная шутка»), но и основной собеседник и оппонент для профессиональных споров, идеальный «адвокат дьявола» для размышлений Тырсы вслух. Пунктик Леонида — категорическое нежелание иметь своих детей. Грушин женат уже третий раз, причём его первая жена, Анна Владимировна — однокурсница Тырсы и тоже работает в его команде. Десять лет назад они с Анной развелись после того, как умерла их двухмесячная дочь. По ходу сериала происходит постепенное восстановление их отношений на фоне постоянных размолвок Леонида с его нынешней женой, начавшихся после того, как она обманула его: тайком перестав принимать противозачаточные таблетки, а затем скрывала беременность до тех пор, пока делать аборт не стало поздно.
Фёдор Августович Граубе — Сергей Газаров
56 лет. Заведующий лабораторией клинических анализов, доктор наук. Его научное кредо: «Моча может рассказать о человеке всё». Он убеждён, что все спортсмены принимают допинг, поэтому каждому новому пациенту он предлагает подписать бланк пари на 1500 рублей — о том, что обязательно найдёт в анализах пациента следы употребления какого-нибудь допинга. Как правило, оказывается прав.
Граубе — примерный семьянин, отец двоих детей, искренне убеждённый, что жить надо «правильно», и живущий так сам; он часто выводит из себя близких, особенно взрослую уже старшую дочь, этой своей «правильностью».
Обладает специфическим чувством юмора; постоянным объектом для его подколок является плохо понимающий шутки Филипп Шумилов, которого Граубе якобы подозревает в гомосексуальных наклонностях из-за внешней красоты и занятий балетом в прошлом. В молодости служил в ВДВ.
Анна Владимировна Колесникова (в первом браке Грушина) — Ксения Кутепова
40 лет. Специалист по инструментальной диагностике: компьютерная и магнитно-резонансная томография, рентген, ультразвук, кардиография, электроэнцефалография и так далее. Училась с Тырсой на одном курсе, позже работала вместе с ним на его предыдущем месте работы и была приглашена им в новое отделение. Была первой женой Грушина, с которым скоро развелась и впоследствии вышла замуж вторично. Со вторым мужем имеет двух дочерей-близнецов,.
Филипп Шумилов — Олег Мазуров
30 лет. В прошлом — солист балета, лауреат престижнейшей балетной премии, которому прочили блестящее будущее. Тяжёлая травма поставила на балетной карьере крест: Тырсе удалось спасти Филиппу ногу, но Шумилов не только не в состоянии танцевать, но и ходить может, только тяжело опираясь на трость. Упросил Тырсу взять его к себе хотя бы массажистом, поступил в медучилище. В отделении спортивной травмы проводит пациентам массаж, водные процедуры и продолжает осваивать профессию врача, однажды даже успешно принимает роды прямо в ночном трамвае. Одинок, живёт с престарелой бабушкой, родители живут за границей и приезжают в Россию только на месяц-два.
Евгения Валентиновна Зайцева — Елена Панова
32 года. В прошлом — подававший большие надежды учёный, кардиохирург очень высокой квалификации, кандидат медицинских наук, доцент, в начале сериала — недавно назначенная заведующая патологоанатомическим отделением той же «базовой» больницы. Ушла из кардиохирургии в патологическую анатомию того, как в результате неудачно проведённой ею операции на сердце умер её муж. Её привлекает Тырса, хотя их отношения строятся непросто.
Андрей Михайлович — Александр Обласов
Больничный дворник, приятель Тырсы, иногда составляет ему компанию в употреблении спиртного, иногда оказывает различные услуги. У него живёт собака, которую Тырса купил в одной из серий, но так и не смог за ней нормально ухаживать.
Кирилл Яковлевич Бондарь — Роман Мадянов
Чиновник Олимпийского комитета, курирующий работу отделения доктора Тырсы. В своё время именно он вынудил Тырсу, фактически шантажом, занять пост начальника отделения, несмотря на их взаимную личную неприязнь. В прошлом Бондарь работал в баскетбольной ассоциации, ушёл оттуда с большим скандалом, но вскоре стал чиновником Олимпийского комитета. Лично заинтересован в выступлениях и победах многих спортсменов.
Армен Михайлович — Ерванд Арзуманян
Главный врач больницы, где происходит действие. Внимателен и добр к подчинённым, болеет за интересы пациентов.
Наталья – Наталья Рогожкина
Гражданская жена Тырсы. Три года прожила в гражданском браке с Тырсой, в результате аварии сильно пострадала и впала в кому. Пробыла в этом состоянии более четырёх лет, под постоянным контролем Тырсы, окружённая заботой его и родителей. В 9-й серии пришла в себя, внешне оправилась, вернулась к Тырсе, они планировали свадьбу, но в конце 12-й серии внезапно умерла от инсульта.
Люся – Дарья Иванова
Медсестра отделения интенсивной терапии, неравнодушна к Геннадию Викторовичу.

## Критика
Отзывы о сериале, появившиеся сразу после объявления о начале съёмок, как и рецензии, появлявшиеся по мере выхода сериала на экраны и после его завершения, довольно неоднородны. Так или иначе отреагировали на появление сериала большинство профильных российских СМИ и интернет-ресурсов, имеющих отношение к телевидению и кино.
Разгромной критике сериал был подвергнут любителями американского медицинского сериала «Доктор Хаус». Вероятно, одной из причин столь резкого неприятия является то, что сами авторы изначально позиционировали свой проект как «российский ответ „Доктору Хаусу“». Несмотря на многочисленные оговорки авторов, что заимствовали лишь общую идею, что главный герой не просто не является точной копией Хауса — он принципиально отличается от «прототипа», изначальная заявка, с одной стороны, задала достаточно высокую планку для оценок, а с другой — спровоцировала детальные сравнения сюжета, актёров и качества съёмки, которые оказались явно не в пользу «Доктора Тырсы».
«Умеренные», но также в целом критически настроенные рецензенты также указывают на большое число заимствований из того же «Доктора Хауса», начиная с заставки серии. Критические замечания высказываются в адрес музыкального оформления, декораций. Отдельно можно выделить замечания на тему соответствия сериала медицинским реалиям (как вообще, так и российским в частности) со стороны критиков, знакомых с реальной медициной.
Доброжелательные рецензенты, которых тоже немало, не соглашаются с большинством доводов критиков. Как правило, они настаивают на рассмотрении сериала как отдельного произведения, вне связи с «Доктором Хаусом». По их мнению, несмотря на отдельные недочёты, сериал снят на достаточно высоком уровне, смотрится с удовольствием и в целом может характеризоваться как удачный.
Также рецензенты расходятся относительно качества актёрских работ в сериале, в первую очередь — исполнителей ролей Тырсы и Грушина. Часть критиков определённо находится под впечатлением работ Михаила Пореченкова и Михаила Трухина в боевиках и криминальных сериалах («Агент национальной безопасности», «Менты»), не находит существенной разницы между образами, созданными актёрами в их предыдущих фильмах и сериалах и их ролями в «Докторе Тырсе». Соответственно, делается вывод о неудачном кастинге и даже о непрофессиональности актёров (типичная реплика: «Лёха Николаев неудачно прикидывается врачом, но ему явно не хватает пистолета»). Те же рецензенты, которым сериал в целом понравился, напротив, утверждают, что в «Докторе Тырсе» хорошо знакомые актёры раскрываются с неожиданной стороны и играют свои роли интересно и психологически достоверно.
С. Кваша из издания Газета.ру поставил «Доктора Тырсу» в ряд русских сериалов, которые при сравнении с западными образцами вызывают депрессию.
А. Бородина из «Коммерсанта» посчитала, что «Доктор Тырса» — хороший сериал, который отличается юмором и удачными диалогами.

### Сравнение с «Доктором Хаусом»
На основании просмотра первой серии был немедленно сформирован перечень «сходств и различий» сериалов «Доктор Тырса» и «Доктор Хаус». Один из его вариантов был опубликован в статье на сайте «Комсомольской правды»:
| Критерий сравнения           | Доктор Хаус | Доктор Тырса |
| ---------------------------- | --- | --- |
| Имя, профессия, место работы | Грегори Хаус, инфекционист, гениальный диагност. Руководит диагностическим отделением американской больницы, напичканной современной аппаратурой. | Геннадий Тырса, травматолог, гениальный диагност. Руководит отделением спортивной и балетной травмы российской больницы, напичканной современной аппаратурой. |
| Внешность                    | Астенического телосложения, голубоглаз, небрит. Носит неглаженые рубашки, имеет болезненный вид. Сильно хромает (из-за инфаркта четырёхглавой мышцы бедра), ходит с тростью.                                                                           | Атлетического телосложения, голубоглаз, небрит. Здоровяк каких мало. |
| Вредные привычки             | Зависим от сильнодействующих обезболивающих. Друзья частенько беспокоятся, что Хаус «принял». | Уже в первой серии пару раз предстает сильно навеселе: Геннадий Тырса-то не прочь залить за воротник! А впереди ещё 23 серии… |
| Личная жизнь                 | Мучительно любит то одну, то другую, в перерывах спасаясь от депрессии в объятиях проституток. | Верен жене, которая вот уже несколько лет в коме после страшной аварии. |
| Отношение к пациентам        | Не устает демонстрировать полное к ним безразличие; якобы его интересуют лишь медицинские загадки, а на людей ему плевать. | Не раз повторяет, что главное — это интересы пациентов. |
| Характер                     | Циничен и саркастичен. Никогда не знаешь, говорит он серьезно или издевается. На первый взгляд — редкая сволочь. Не сразу понимаешь, что под маской редкого хама скрывается на редкость ранимая натура. Отрицает правила, нередко выглядит аморальным. | Тоже постоянно шутит, но обходится без сарказма. Он не демон, от которого нет житья всем вокруг, а добродушный, незадачливый увалень. Всего его душевные переживания очевидны — зритель точно знает, что испытывает Тырса в конкретный момент времени. Ради пациента готов преступить правила, оставаясь при этом верным морали. |
| Команда                      | Три парня и девушка | Три парня и девушка |

В одной из рецензий также указывается на следующие сходные элементы двух сериалов:
- Серия начинается с того, что мы видим будущего пациента, который вдруг теряет сознание из-за какого-нибудь таинственного недуга.
- Оба доктора имеют в своем распоряжении команду врачей, призванных помогать бороться с болезнями главному герою.
- Оба не признают авторитетов.
- И Тырса, и Хаус имеют пагубные пристрастия — и физические (Хаус), и душевные (Тырса) травмы.
- А также лучшего друга с привычкой жениться (Уилсон, Грушин).
- Пациенты «всегда лгут».